# Örebro HK
Örebro HK – szwedzki klub hokejowy z siedzibą w Örebro.

## Historia
Dotychczasowe nazwy
- HC Örebro 90 (1990-2005)
- Örebro HK (od 2005)

Od 2011 klub współpracuje z Färjestads BK.

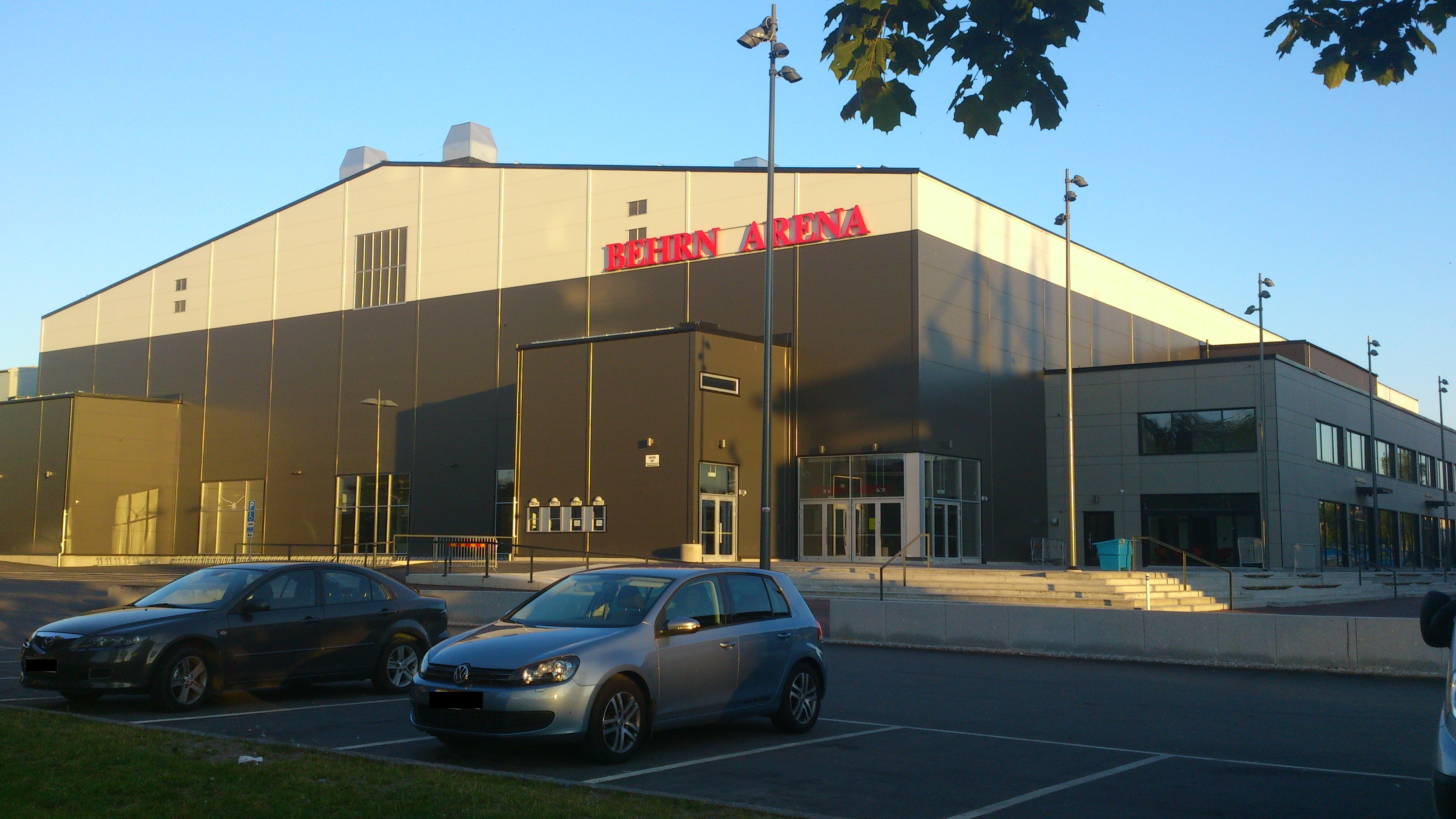
Lodowisko Behrn Arena

W sezonie 2012/2013 Allsvenskan drużyna zajęła szóste miejsce w rundzie zasadniczej. Następnie wygrała rundę kwalifikacyjną dla drużyn z miejsc 4-7, po czym przystąpiła do rywalizacji o dwa miejsca w SHL (wraz z trzema najlepszymi kluba Allsvenskan i dwoma, które zajęły dwa ostatnie miejsca w sezonie Elitserien (2012/2013). Nieoczekiwanie zespół Örebro HK wygrał tę rywalizację i uzyskał awans do SHL w sezonie 2013/2014 (drugi był Leksands IF i także awansował).

## Sukcesy
- Awans do Allsvenskan: 2001
- Awans do SHL: 2013

## Zawodnicy
Wychowankiem klubu jest Carl Gunnarsson. W drużynie występowali Peter Karlsson, szwedzki bramkarz polskiego pochodzenia, Michal Zajkowski, Słowak Rastislav Pavlikovský, Łotysz Georgijs Pujacs. Od 2013 zawodnikiem jest Fin Marko Anttila.